# Marbré kurde
Pontia chloridice
Espèce
Le Marbré kurde (Pontia chloridice) est une espèce d'insectes lépidoptères (papillons) de la famille des Pieridae, de la sous-famille des Pierinae et du genre Pontia.

## Dénomination
Pontia chloridice a été nommé par Jakob Hübner en 1808.
Synonymes : Papilio daplidice (Linné, 1758).

### Noms vernaculaires
Le Marbré kurde se nomme Small Bath White ou Lesser Bath White en anglais.

## Description
Le Marbré kurde, de couleur majoritairement blanche sur le recto avec une tache noire centrée de blanc aux ailes antérieures dont l'apex est taché de noir.
Le revers de l'aile postérieure est rayé de vert qui n'est présent qu'à l'apex de l'aile antérieure.

## Biologie
La biologie du Marbré kurde est mal connue

### Période de vol et hivernation
Les adultes volent d'avril à juillet en deux générations avec des émergences échelonnées.

### Plantes hôtes
Les plantes-hôtes de la chenille sont principalement Cleome ornithopodioides mais aussi Descurainia sophia, Cymatocarpus popovi et Sisymbrium polymorphum.

## Écologie et distribution
Le Marbré kurde est présent du sud des Balkans, à l'Asie mineure, l'Irak, l'Iran, jusqu'à la Mongolie et la Sibérie.
En Europe il forme des isolats en Macédoine, Bulgarie et Turquie.

### Biotope
Ce papillon aime les friches caillouteuses fleuris.

### Protection
Pas de statut de protection particulier.